# أورنا باعزيز
أورنا بازيز أو  أورنا باعزيز كاتبة إسرائيلية وأستاذة جامعية متخصصة في اللسانيات العبرية، من أصل يهودي مغربي، هي ابنة يعقوب ريبوح الذي قضى في زلزال أكادير عام 1960.
وُلدت أورنا بازيز في الأول من غشت سنة 1949 في مدينة أكادير، قبل أن تهاجر ووالدتها ميسودي ريبوح وباقي العائلة (أختها الكبرى وأخوها الأصغر)، في أعقاب كارثة زلزال أكادير، إلى إسرائيل حيث تعيش إلى اليوم.
نالت بازيز شهادة الدكتوراه في الأدب العبري والحضارة من جامعة السوربون عام 1996، وهي اليوم أم لأربعة أطفال، وتشغل منصب أستاذة اللغة والثقافة العبرية والأدب العبري في أكاديمية التربية والتعليم لتكوين الأساتذة.

## أعمالها
أصدرت صيف 2008، كتابا باللغة العبرية يؤرخ للذاكرة اليهودية المغربية بزلزال أكادير لسنة 1960، بعنوان حاكادات أكادير: رواية مدينة مهدمة، في حجم متوسط، يضم ثلاثة أبواب أساسية يتطرق الأول إلى تاريخ المدينة وإشكالية التأسيس والتطور التاريخي للمدينة والتنمية والسكان، والباب الثاني خصصته المؤلفة للجانب الإثنوغرافي للمدينة، أما الباب الثالث فهو عبارة عن تحقيق دقيق لأسماء الضحايا الذين لقوا حتفهم في الزلزال من اليهود وأماكن وجود قبورهم وبلغ عدد صفحاته 260.
استغرق اشتغال الأستاذة الجامعية المتخصصة في اللسانيات العبرية، على الكتاب ست سنوات كاملة، قامت فيها بزيارات عديدة إلى فرنسا وكندا والمغرب لجمع الأرشيف حول الموضوع ومقابلة البعض من الذين عاصروا وشاهدوا زلزال 29 فبراير الذي لم تتجاوز مدته 6 تواني حصد فيها آلاف الضحايا.

كانت فكرة جمعه وتأليفه، من طرف أورنا بازيز الدكتورة والأستاذة المحاضرة في جامعة القدس بإسرائيل منذ 1996، انبثقت في أشغال ندوة نظمت سنة 2001 في تل أبيب حول زلزال مدينة أكادير، حاضر فيها العديد من الأساتذة في مختلف التخصصات ومن جهات مختلفة في العالم، واستدعيت الأستاذة للإدلاء بشهادتها حول ما جرى تلك الليلة بعاصمة جهة سوس ماسة درعة باعتبارها الوحيدة التي عاصرت الزلزال من بين جميع الحاضرين، فكانت شهادتها مؤثرة بشكل كبير في الحضور الذي لم يستطع إيقاف الدموع التي تذرف بها أعينهم في المحاضرة، قبل أن تقوم سيدة من مكانها وتخاطب الأستاذة: 
| أورنا باعزيز | لماذا لم تدوني ذلك في كتاب يملأ هذا الصمت المطبق والفراغ الحاد الذي تعاني منه الذاكرة اليهودية في جزء هام من تاريخها | أورنا باعزيز |

 وهي الكلمات التي كانت بمثابة الخطوة الأولى في جمع كتاب حاكادات اكادير: رواية مدينة مهدمة.
ويتضمن الكتاب مجموعة أصيلة من الصور والوثائق والشهادات مما استطاعت الكاتبة جمعه من خلال عمل ميداني ومراسلات في أوساط أفراد جالية اليهود المغاربة في الخارج من الناجين من زلزال أكادير. وإذا كان الكتاب حافلا بالوثائق من صور ومستندات ورسائل وروايات شفهية وكتابية، فإن المؤلفة (وهي التي عايشت في طفولتها ذلك الكابوس الأليم بما أنها من مواليد أكادير) لم تحرم نفسها من التعبير في قسم من الكتاب عن مشاعرها الشخصية انطلاقا من تلك المعايشة.

## اقتباسات من الكتاب
| أورنا باعزيز | أكادير، مدينة مولدي ومدينة صباي ذات الرمال الذهبية؛ مدينة أحلامي؛ المدينة التي تسطع فيها الشمس 365 يوما في السنة؛ المدينة التي تستحمّ مستــشـمسةً على طول واحد من أجمل شواطئ الدنيا؛ مديينة يمتد شاطئها البحري على طول تسعة كيلوميترات يعطّــرها عبيرُ الصنوبر، والطرفاء، والكاليبتوس؛ مدينة حديثة وعصرية؛ مدينة للراحة والاستجمام رحبة الشوارع، ومزهرة الحدائق؛ فنادقها حافلة بالسواح؛ مدينة الوفرة الكبرى للخيرات السمكية والفلاحية. العالم بأسره يتحدث اليوم عن مظاهر طيب الحياة في أكادير. إنها مدينة التحديات المقبلة للبناء والتحديث، المدينة التي بـُـعثت من جديد من ركام خرابها، مدينة باركها الله. أكادير، مدينة أحلامي، ومدينة كابوسي. | أورنا باعزيز |

| أورنا باعزيز | مع مستهل شهر مارس، في ليلة ما بين 29 فبراير والفاتح من مارس 1960 (الليلة الثالثة من رمضان، وعشية عيد ماردي جرا) على الساعة 23:40:14 زلزلت الأرض بدرجة 6,7 على سلم ريختر. كانت إثنتا عشرة ثانية كافية لمحو معالم مدينة كاملة وتقويضها على سكانها. ولقد قضى على إثر ذلك ما بين 12 ألف إلى 15 ألف نسمة أُقبـِـرَ جلـُّـها حيا. ووجد حوالي 20 ألف شخص أنفسهم في العراء لا سقف يؤويهم. الجماعة اليهودية التي كانت تناهز 2300 نسمة فقدت من جهتها حوالي 1500 من بنيها. | أورنا باعزيز |